# Albert Jacka
 (janvier 2023).
Si vous disposez d'ouvrages ou d'articles de référence ou si vous connaissez des sites web de qualité traitant du thème abordé ici, merci de compléter l'article en donnant les références utiles à sa vérifiabilité et en les liant à la section « Notes et références ».
Albert Jacka (10 janvier 1893 - 17 janvier 1932) est un soldat australien ayant pris part à la Première Guerre mondiale.
Quatrième enfant d'une fratrie de sept, son père est Nathaniel Jacka et sa mère, Britannique, Elizabeth Kettle. Sa famille a déménagé a Wedderburn, dans l'État de Victoria en Australie lorsqu'il avait cinq ans. Après avoir suivi l'école élémentaire locale, il a commencé à travailler avec son père, qui était transporteur.
Lorsque la Première Guerre mondiale débuta, il était employé par le service d'État des Forêts de l'État de Victoria à Heathcote) (en), emploi pendant lequel il voyagea le long du fleuve Murray jusqu'à Heatcote en passant par Cohuna, Lake Charm et Koondrook. Son travail impliquait, avec les 19 autres employées du service, la coupe et la plantation d'arbres, ainsi que de l'entretien de zones coupe-feu dans les forêts de son secteur.

## Biographie

### Enrôlement et entraînement
Albert Jacka s'est engagé volontairement dans le 1er corps expéditionnaire australien (First Australian Imperial Force) dès le début de la guerre, le 18 septembre 1914 et fut affecté, en qualité de simple soldat, au 14e bataillon, 4e brigade, 1re division après avoir achevé son entraînement au Camp Broadmeadows.
Sa division est envoyée protéger le canal de Suez après l'entrée en guerre de la Turquie au côté des Empires Centraux. L'entraînement de la division, qu va durer dix semaines au Caire aboutira à fusionner la division avec la 1re brigade de cavalerie légère, pour former la division d'Australie et de Nouvelle-Zélande, sous le commandement du major-général Alexander Godley.

### Engagement à Gallipoli

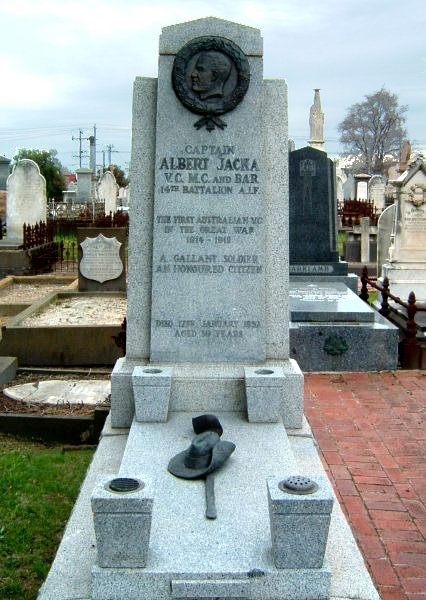
Tombe d'Albert Jacka au cimetière de St Kilda.

Albert Jacka a combattu à la bataille de Gallipoli, avec sa nouvelle division qui a débarqué à Anzac Cove, le 26 avril dans les Dardanelles, engageant le combat avec les Turcs sur une plage étroite. La division d'Australie et de Nouvelle-Zélande a tenu fermement ses positions, dans une série de tranchées plus connues sous le nom de Courtney's post.
C'est dans ces tranchées qu'Albert Jacka remportera la croix de Victoria, pour acte de bravoure.
Le 19 mai 1915, les Turcs ont lancé un assaut à l'encontre de la ligne tenue par l'ANZAC, emportant toute une partie de la tranchée située à Courtney's Post, dont une extrémité était gardée par Albert Jacka, qui retient les Turcs plusieurs minutes, jusqu'à l'arrivée des renforts, avant de tenter de reprendre la tranchée avec trois autres soldats. Tous, à l'exception d'Albert Jacka étaient soit blessés, soit cloués sur place par le feu turc.
Il fut décidé que pendant que les autres soldats tenteraient une fausse attaque, Jacka les prendrait, seul, à revers.
Les trois soldats engagèrent les soldats turcs en ouvrant le feu et en lançant deux grenades, pendant qu'Albert Jacka se faufilait pour les prendre de flanc. Sortant de sa tranchée et franchissant le no-man's land, il se jeta dans la tranchée turque, pour abattre cinq soldats turcs et en embrocher deux de plus avec sa baïonnette, contraignant les autres à s'enfuir. Jacka tiendra la tranchée seul pendant le restant de la nuit, lui valant une demande de citation pour bravoure de la part du commandant de son bataillon.
À la suite de ces combats, il a la particularité d'avoir été le premier soldat australien à être décoré de la croix de Victoria. Ses actes de bravoure dans la nuit du 19 au 20 mai sont retenus à ce titre.
La citation intégrale pour cette décoration a été publiée dans un supplément de la London Gazette, le 23 juillet 1915, dont le texte original suit :

« War Office, 24th July, 1915
His Majesty the King has been graciously pleased to award the Victoria Cross to the undermentioned Officers and Non-commissioned Officers:-
No. 465 Lance-Corporal Albert Jacka, 14th Battalion, Australian Imperial Forces.
For most conspicuous bravery on the night of the 19th–20th May, 1915 at "Courtney's Post", Gallipoli Peninsula.
Lance-Corporal Jacka, while holding a portion of our trench with four other men, was heavily attacked. When all except himself were killed or wounded, the trench was rushed and occupied by seven Turks. Lance-Corporal Jacka at once most gallantly attacked them single-handed, and killed the whole party, five by rifle fire and two with the bayonet. »

### Sur le front ouest
Il a ensuite été envoyé en France pour combattre sur le front occidental où il est stationné à Armentières en juin 1916. Il participera à plusieurs raids contre les tranchées allemandes, avant que son bataillon ne soit transférés sur le secteur de Pozières pendant l'offensive de la somme. 5.285 Australiens perdront la vie pendant les trois premiers jours de l'attaque de Pozières, qu'ils parviendront cependant à emporter en juillet 1916.
Le matin du 7 août 1916, après une nuit de bombardement d'artillerie, les Allemands parvinrent à reprendre une partie de la ligne de front, y compris l'abri d'Albert Jacka et de sa section. Lorsque deux soldats allemands se présentèrent devant l'entrée, ils envoyèrent une grenade qui tua deux Australiens. Surgissant de l'abri, Jacka tomba sur des Allemands en train de rassembler des prisonniers australiens et les chargea avec les sept hommes de son équipe encore en état de combattre. Après un corps-à-corps furieux, rejoints par les prisonniers, ils l'emportèrent sur les Allemands, faisant par là-même une cinquantaine de prisonniers et reprenant la ligne de tranchées.
L'attaque n'avait toutefois pas été facile, car tous les membres de sa section avaient été blessés, y compris Jacka lui-même, qui comptait pas moins de sept blessures, dont deux à la tête et une balle sous l'épaule droite. L'Australien avait, pour sa part, tué entre douze et vingt soldats allemands lors de l'affrontement.
Ses actions lui valurent la Military Cross, même s'il avait été, à l'origine, recommandé pour le Distinguised Service Order et nombreux furent ceux qui considérèrent que le soldat australien aurait mérité une seconde Victoria Cross pour ses actions à Pozières.
Si, traditionnellement, les historiens ont considéré que le refus de lui attribuer une seconde Victoria Cross serait lié au fait qu'un rustre Australien, descendant de bagnards anglais, devait se contenter d'une seule, cette position a été revue depuis lors, notamment par Gordon Corrigan dans Blood Mud and Poppycock. Il estime en effet que le supérieur d'Albert Jacka aurait mis en avant le fait que les Allemands n'auraient jamais du pouvoir s'infiltrer en profondeur, en pleine journée, si la section d'Albert Jacka avait été à son poste et si des sentinelles avaient été effectivement postées. Il conclut que si les actions de Jacka ont effectivement été héroïques, elles avaient été causées par une négligence originelle de sa part. Cette analyse est toutefois à replacer dans le contexte de l'offensive de la Somme, de l'épuisement de soldats soumis à un bombardement nocturne conséquent et au fait qu'Albert Jacka était parti en reconnaissance au moment de l'incursion allemande.
Évacué en Grande -Bretagne du fait de ses blessures, il est promu lieutenant le 18 août 1916, avant de recevoir, effectivement, la Victoria Cross des mains du roi Georges V le 29 septembre de la même année.
Élevé au grade de capitaine le 15 mars 1917, après avoir rejoint son unité en novembre 1916, il est désigné en qualité d'officier de renseignement du 14e bataillon, ce qui ne l'empêcha nullement de continuer à affronter le feu. Le 8 avril 1917, il a mené une reconnaissance de nuit sur le "no man's land" de la ligne Hindenburg, près de Bullecourt, pour inspecter les défenses ennemies avant une attaque alliée. Il s'infiltra dans les défenses ennemies à travers les barbelés, à deux endroits, revint pour faire son rapport et repartit pour préparer les marquages afin de guider l'assaut allié. Ce faisant, il a réussi à capturer deux soldats allemands, à lui seul et reçut la barrette de sa Military Cross en récompense.
Jacka a ensuite combattu à Messines, à Ploegsteert avant d'être gravement gazé à Villers-Bretonneux, où une balle perforera sa trachée. Évacué sur Vignacourt où ses médecins pensaient qu'il ne survivrait pas, il est finalement renvoyé en Grande-Bretagne pour une longue convalescence et deux opérations chirurgicales.

### Après la guerre
Il retourna vers l'Australie le 6 septembre 1919 et son engagement militaire cessa le 10 janvier 1920, lorsqu'il revint en héros à Melbourne.
Il ne repris pas son poste au service des forêts et préféra créer une société d'import export de matériel électrique, Roxburgh, Jacka & Co Pty ltd, avec deux anciens membres du 14e bataillon. La société fut victime de la grande dépression et fut liquidée en 1931.
Entre-temps, Albert Jacka avait épousé Frances Veronica Carey et s'était installé à St Kilda, adoptant une petite fille du nom de Betty. Élu maire de la commune en septembre 1929, il est réputé avoir dirigé son action pour aider les personnes sans emploi.
Le 14 décembre 1931, il s'écroule pendant un conseil municipal et est admis à l'hôpital Caulfied Military Hospital, où il décédera le 17 janvier 1932, une semaine après son 39e anniversaire, d'une néphrite chronique. Son enterrement rassemblera plus de 6 000 personnes et son cercueil sera porté par  huit récipiendaires de la Victoria Cross.
Plusieurs mémoriaux australiens lui rendent hommage en portant son nom et un quartier de Canberra, est nommé en son honneur.

## Principales décorations

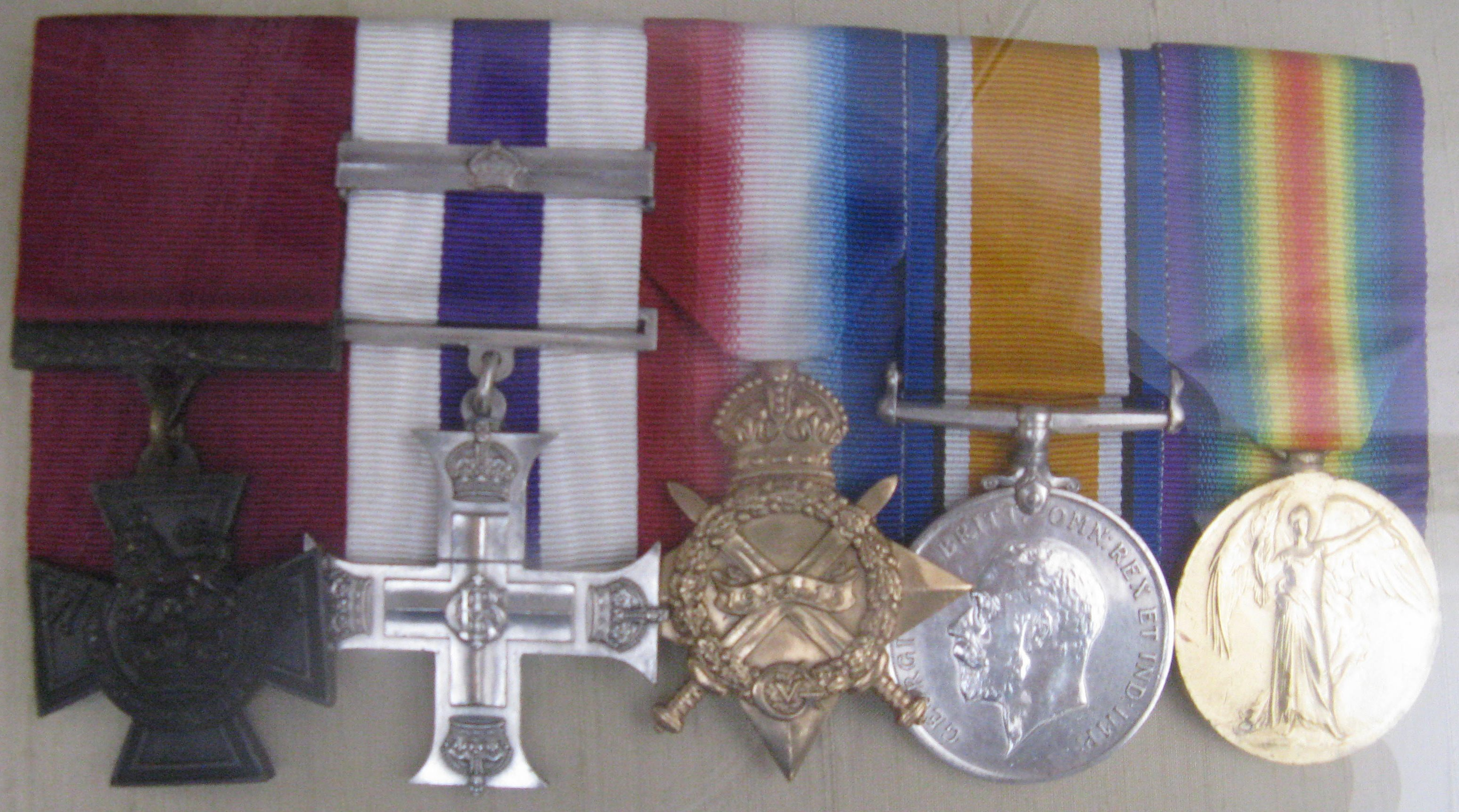
Médailles d'Albert Jacka à la bibliothèque d'état de South Australia.

- Victoria Cross
- Military Cross (avec barre)